# Altenberg-Schanze

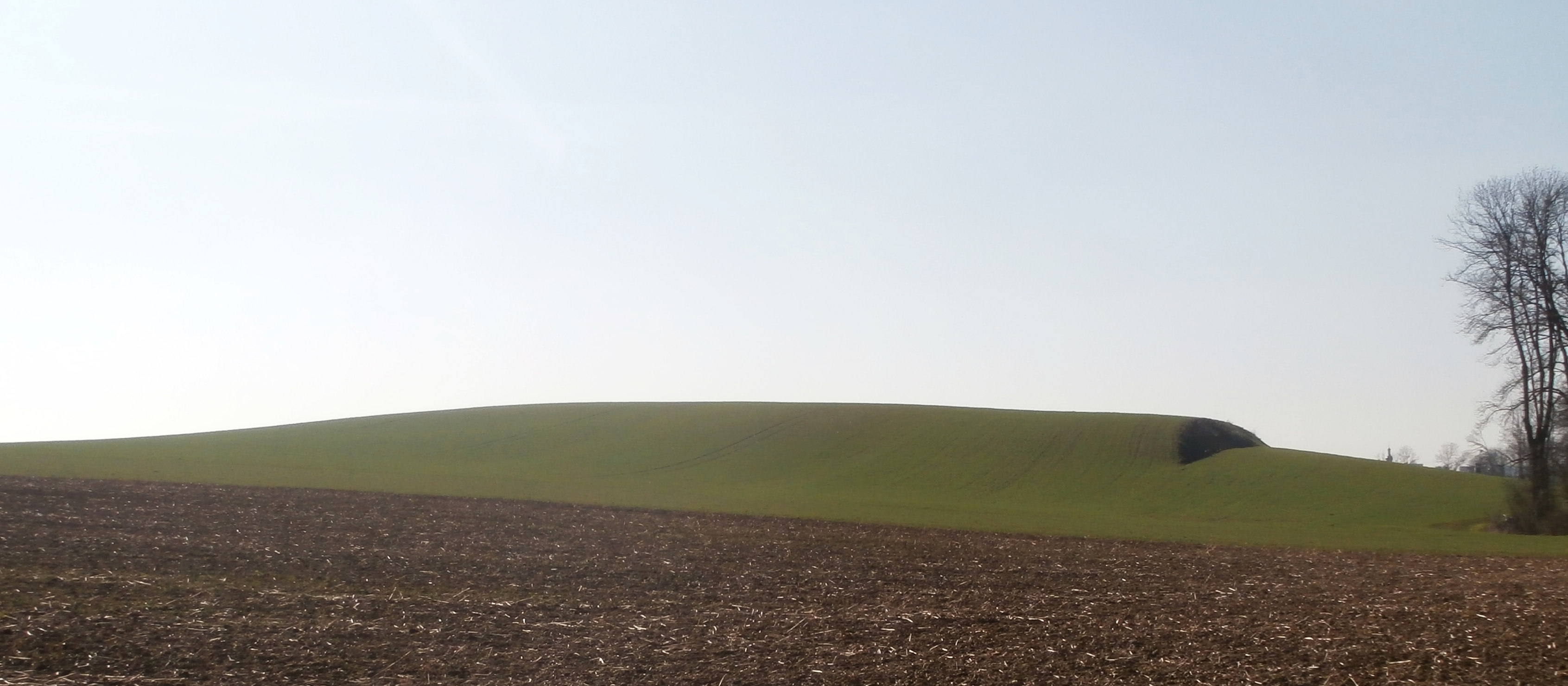
Die Schanze, nördlich die Böschung

Die Altenberg-Schanze war eine Feldschanze auf dem Altenberg bei Bad Wimpfen aus der Zeit des Dreißigjährigen Krieges. Sie ist heute nur noch im Luftbild zu erkennen.

## Entdeckung
Von der Schanze auf dem Altenberg etwa einen Kilometer östlich von Wimpfen am Berg gab es in den 1950er Jahren noch Wallfragmente. Der Archäologe Gustav Scholl sah das Bauwerk als latènezeitliche Fliehburg an. Der Ackerbau auf dem Altenberg zerstörte diese Überreste bis in die frühen 1980er Jahre vollends. Unabhängig voneinander machten dann die Luftbildarchäologen Rolf Gensheimer und Rainer Ruschke im Jahre 1984 auf Luftbildern den genauen Grundriss der Anlage aus und meldeten sie dem Landesdenkmalamt Baden-Württemberg als Neufund, wo man ihre Entstehung inzwischen auf die Zeit um die Schlacht bei Wimpfen im Jahre 1622 datiert.

## Geschichte
Seit dem Winter 1621/22 hatte Tilly ein bayerisches Kontingent in Wimpfen einquartiert. Für die Jahre 1620 und 1621 sind keine Ratsprotokolle mehr vorhanden. Schanzarbeiten in der und um die Stadt sind – ohne genaue Ortsangabe – erstmals urkundlich für das Frühjahr 1622 belegt. Eine Schanze auf dem Altenberg wird erstmals 1623 genannt, als erst die Errichtung eines Wachhauses dort zur Debatte stand und wenig später die Erlaubnis zur Schleifung der Anlage erteilt wurde. Einige Flurnamen auf dem Altenberg nehmen noch Bezug auf die ehemalige Schanze.

## Anlage
Die eine Fläche von rund sechs Ar umschließende, viereckig geschlossene Schanze mit Bastionsspitzen zeigt eine Übergangsform zwischen Redoute und Sternschanze, wie sie im späten 16. und vor allem im 17. Jahrhundert auch andernorts, vor allem in den Niederlanden, zu finden ist. Die Anlage wurde aus Wall und Graben gebildet, der Wall wurde mit dem Grabenaushub aufgeschüttet. Die Seitenlänge beträgt rund 96 Meter, die Brustwehr (ohne Bastionen) ist auf jeder Seite 45 Meter lang.
Die Höhe des Walls und die Neigung der Wallkrone waren nach dem damaligen Stand der Schusswaffentechnik bemessen. Ein Vorderlader konnte nur stehend geladen und in geladenem Zustand nur wenig nach unten geneigt werden, da sonst die Kugel aus dem Lauf gerollt wäre. Deshalb hatte der Wall die Höhe eines stehenden Schützen (ca. 1,85 m) und einen ca. 50 cm hohen Auftritt, um dem Mann Brustwehr zu bieten. Die Neigung der Wallkrone und die Breite des Grabens ergaben sich aus dem maximalen Neigungswinkel des geladenen Vorderladers, der das Terrain unmittelbar vor der Außenseite des Grabens schon unter Feuer nehmen können musste. Die Größe der Feldschanze wurde nach der wirksamen Schussweite eines Kurzgewehrs bestimmt, Feuer aus der gesamten Flanke musste nämlich die Seite bis hin zu den Bastionsspitzen abdecken. Nach der üblichen Maßzahl von 3 Fuß Breite pro Schützen fanden bis zu 600 Mann Schützen an der Brustwehr Platz. Für 1623 ist eine Besatzung von 160 Mann belegt. Da außer dem Wachhaus keine weiteren baulichen Anlagen erwähnt oder im Luftbild zu erkennen sind, war die Mannschaft wohl nur kurzzeitig und unter einfachsten Verhältnissen untergebracht.
Eine nördlich der Schanze liegende Böschung wurde von Scholl 1961 noch als gallische Trockenmauer (Murus Gallicus) gedeutet, ist heute aber nicht mehr als solche zu erkennen. Ob und wie die rund 270 Meter lange Böschung in Zusammenhang mit der Schanze steht, ist unbekannt. Möglich ist, dass sich auf dem Altenberg zuvor eine frühzeitliche Fliehburg befunden haben könnte, deren Fundament man dann vielleicht zur Anlage der Feldschanze genutzt hat.